# Bayencourt
Bayencourt – miejscowość i gmina we Francji, w regionie Hauts-de-France, w departamencie Somma.
Według danych na rok 2011 gminę zamieszkiwały 83 osoby, a gęstość zaludnienia wynosiła 45 osób/km² (wśród 2293 gmin Pikardii Bayencourt plasuje się na 933. miejscu pod względem liczby ludności, natomiast pod względem powierzchni na miejscu 1132.).